# Laura Coleman
Laura Coleman (née en 1986 à Melton Mowbray) est un mannequin anglais.

## Biographie
En 2005, elle est élue Miss Leicester et qualifiée pour Miss Angleterre.
En 2008, Laura est couronnée Miss Angleterre 2008, et représente son pays à Miss Monde 2008.
Elle est animatrice de la radio 103 The Eye.
Laura Coleman se présente à l'élection de Miss Grande-Bretagne Univers 2011.